# Dongyueshi
Dongyueshi (chinesisch 东岳石遗址, Pinyin Dōngyuèshí yízhǐ, englisch Dongyueshi site) ist eine neolithische Stätte im Südosten des Dorfes Dongyueshi (chin. Dongyueshicun) der Großgemeinde Dazeshan 大泽山镇 der kreisfreien Stadt Pingdu (平度市) der bezirksfreien Stadt Qingdao in der Provinz Shandong im Osten der Volksrepublik China. Sie wird auf die Zeit von 1900―1600 v. Chr. datiert.

## Yueshi-Kultur
Es handelt sich um eine Stätte der Yueshi-Kultur, die der Shandonger Longshan-Kultur (s. Longshan-Kultur) folgte. Es wurden Artefakte aus Knochen, Muscheln und Töpferwaren ausgegraben. Die Kultur wurde von den Dongyi (Dōngyí 东夷 Östliche Yi) geschaffen und liefert wichtige Informationen zur Erforschung der Longshan-Kultur und der Geschichte der Xia- und Shang-Dynastien.

## Grabungen
Die Stätte wurde zuerst 1960 ausgegraben. 1993 fand eine zweite Grabung statt, die gemeinsam vom Archäologischen Institut der Chinesischen Akademie der Sozialwissenschaften, dem Qingdao-Kulturgüterbüro und dem Pingdu-Museum durchgeführt wurde.

## Denkmalliste
Die Dongyueshi-Stätte (Dongyueshi yizhi) steht seit 2006 auf der Liste der Denkmäler der Volksrepublik China (Beschluss 6-109).